# Территориальный спор между Астраханской областью и Калмыкией
Территориальный спор между Астраханской областью и Калмыкией затрагивает три обособленных участка территории общей площадью 390 000 га (участки площадью 3271 км², 214 км² и 486 км², всего 3983 км²).
Предпосылкой для возникновения территориального спора стало издание Указа Президиума Верховного Совета СССР от 27 декабря 1943 г. «О ликвидации Калмыцкой АССР и образовании Астраханской области в составе РСФСР». В соответствии с Указом в состав Астраханской области вошли районы бывшей Калмыцкой АССР — Долбанский, Кетченеровский, Лаганский, Приволжский, Троицкий, Улан-Хольский, Черноземельский и Юстинский и город Элиста.
28 мая 1954 года Постановлением Совета Министров СССР № 1023 права на земли к западу от железной дорогой Кизляр — Астрахань были закреплены «в вечное пользование» за колхозами Астраханской области. В 1955 году землеустроительной экспедицией Министерства сельского хозяйства РСФСР были установлены границы земель колхозов на «Чёрных землях» и выданы государственные акты на вечное пользование землёй исполнительными Комитетами Астраханской области.

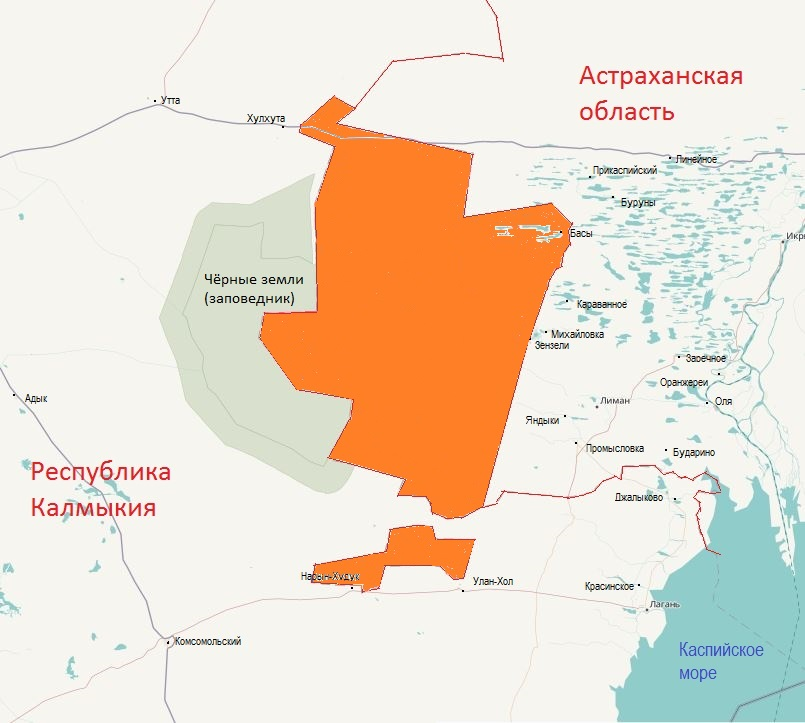
Спорные территории Калмыкии и Астраханской области (два основных участка — выделены цветом)

В соответствии с Указом Президиума Верховного Совета РСФСР от 09.01.1957 года «Об образовании Калмыцкой автономной области в составе РСФСР» в составе Ставропольского края была образована Калмыцкая автономная область. В состав Калмыцкой автономной области из Астраханской области включены западная часть Никольского и Енотаевского районов, Придорожный сельский Совет Приволжского района, западная часть Лиманского района (бывший Долбанский район Калмыцкой АССР), восточная граница которого установлена по линии железной дороги Астрахань — Махачкала (на участке станции Басинская и разъезда № 8).
Указом Президиума Верховного Совета РСФСР от 09.01.1957 года часть территории Астраханской области подлежала включению в состав Калмыцкой автономной области. Согласно пункту 2 названного Указа исполкомам Ставропольского края, Астраханской области поручалось представить на утверждение Президиума Верховного Совета РСФСР схематичное описание границы смежных территорий с Калмыцкой автономной областью. В силу статьи 19 Конституции РСФСР (1937), действовавшей в то время, утверждение границ входило в компетенцию органов государственной власти и управления РСФСР. Однако с 1957 года в установленном порядке не утверждено описание границ смежных территорий.
В связи с отсутствием окончательного решения о конкретном прохождении границы, процедура передачи земель от Астраханской области Калмыцкой автономной области, установленная действующей на тот момент инструкцией Всероссийского Центрального исполнительного комитета и Совета народных комиссаров от 20.01.1931 г. «О порядке передачи территорий, выделяемых в новую административную единицу или перечисляемых из одной административной единицы в другую», не состоялась.
Ссылаясь на постановление Совмина СССР 1954 года, Астраханская область отказывается вернуть спорные земли Калмыкии. Начиная с 1957 года и по настоящее время астраханские власти неоднократно обращались к руководству СССР, РСФСР и Российской Федерации с требованием передать спорную территорию в состав области и установить границу между двумя регионами по так называемому «фактическому землепользованию».
Остроту ситуации прибавляет нахождение на одном из спорных участков довольно крупного села Басы и 87 километров нефтепровода Каспийского трубопроводного консорциума.
Вопрос о принадлежности спорных земельных участков являлся предметом рассмотрения в Высшем Арбитражном суде РФ. Постановлением Президиума ВАС РФ от 10.01.2003 № 7056/01 по делу № А06-1-14к/2001 было установлено, что спор не является экономическим, подведомственным арбитражному суду. Вопрос об изменении границ между субъектами Российской Федерации решается в соответствии с частью 3 статьи 67, подпунктом «а» части 1 статьи 102 Конституции Российской Федерации.
10 января 2007 года президиум Высшего Арбитражного суда Российской Федерации вынес решение в пользу астраханской стороны, однако калмыцкое руководство с этим решением не согласилось.

## Другие территориальные претензии
Помимо спора о трёх малонаселённых участках на юго-востоке республики, который не раз становился темой выступлений калмыцких чиновников и предметом судебных разбирательств, существует ряд других территориальных претензий со стороны Калмыкии, которые озвучиваются лидерами национальных движений, независимыми активистами и публицистами. К таким спорам относятся притязания некоторых калмыцких политиков на территории современных Лиманского и Наримановского районов, которые были закреплены на чуулгане (съезде) Конгресса ойрат-калмыцкого народа в Элисте в 2021 году.